# مفهوم إسلامي للسيادة

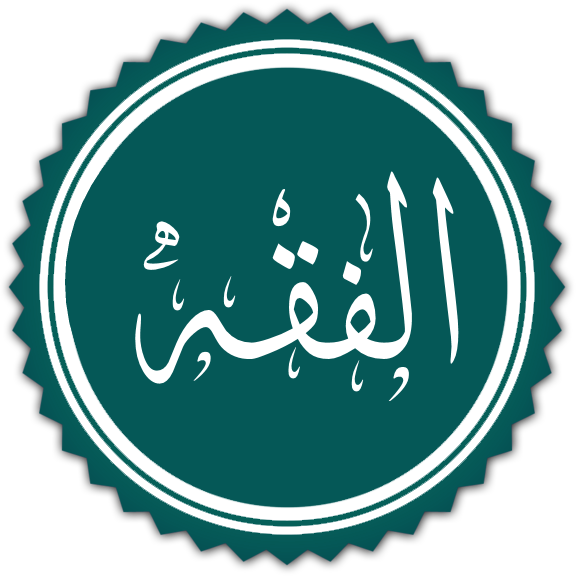

المفهوم الإسلامي للسيادة يختلف عن المبادئ الغربية الخاصة للعادات والقوانين الدولية المحددة من خلال معاهدة وستفاليا. ومن بين تلك المبادئ الهامة في ذلك فكرة الأمة - أي المجتمع الإسلامي ككل. ويرى المسلمون الملتزمون أنه لا يوجد تفريق بين الدين والسياسة، وبالتالي، يجب أن تقوم الحكومة على أساس القرآن وبالتالي الالتزام بكلمة الله بطريقة موحدة، كما كان عليه الحال في الخلافة الأولى.